# Thyonidium diomedaea
Thyonidium diomedaea är en sjögurkeart som först beskrevs av Oishima 1915.  Thyonidium diomedaea ingår i släktet Thyonidium och familjen korvsjögurkor. Inga underarter finns listade i Catalogue of Life.